# Haplochromis vanoijeni
Haplochromis vanoijeni är en fiskart som beskrevs av De Zeeuw och Witte 2010. Haplochromis vanoijeni ingår i släktet Haplochromis och familjen Cichlidae. IUCN kategoriserar arten globalt som sårbar. Inga underarter finns listade i Catalogue of Life.